# Galloway
Galloway (skotsk gælisk Gall-ghaidhealaibh eller Gallobha; lavlandsskotsk Gallowa) refererer i dag til det tidligere amt Wigtownshire (indeholdte vestkysten Western Seaboard, Galloway Hills i nord og floden Cree i øst) og tidligere også været under en administration kaldt Stewart, under betegnelsen Stewartry of Kirkcudbright (som strækker sig fra Nith til Cree, og er ligeledes bundet af Galloway Hills i nord).
Galloway ligger i det sydvestlige Skotland, men området har varieret meget i historiens gang. Det er dele af rådet for Dumfries and Galloway. Galloway er også navnet på en hårdfødt race af sorte, hornløse kvæg som stammer fra regionen (og også til den mere karakteristiske Belted Galloway eller Beltie).

## Navn
Nogle forskere har foreslået at navnet Galloway kommer fra Gallgaidhill. En lokalhistoriker ved navn Daphne Brooke mener at navnet var afledet fra 'Caleddon, den brythoniske form af navnet skrevet på latin som Caledonia. Mutationen vil have givet Caleddon, Callewyddon, Callewydd, Galloway, – et mustationsmønster man også har set i andre brythoniske stednavne.
Alternativt kan navnet være et i en serie af germanske stednavne som begynder med Gal og betyder "fremmede" eller "udlændinge".

## Kendte personer fra Galloway
- Fergus af Galloway

55°03′N 4°08′V / 55.05°N 4.13°V